# Hiab
Hydrauliska Industri AB (HIAB) es un fabricante sueco de grúas montadas en camiones de carga, así como varios tipos de ascensores, grúas forestales y equipos de reciclaje. Hiab emplea aproximadamente a 4400 personas y tiene plantas de producción en 10 países, sus ventas y oficinas de representación están en 32 países, así como importadores y distribuidores independientes en más de 100 países.
Hiab es una filial de Cargotec Corporation, un proveedor de soluciones de manipulación de carga. Hydrauliska Industri AB llegó a ser más conocido por el acrónimo Hiab, que se ha convertido en un sinónimo de grúa de carga, independientemente de la marca. La compañía cotiza en la Bolsa de Helsinki desde el verano de 2005 y reportó ventas netas de 931 millones de euros en 2007.